# Конвенто дел Санто Десијерто дел Кармен (Тенансинго)
Конвенто дел Санто Десијерто дел Кармен (шп. Convento del Santo Desierto del Carmen) насеље је у Мексику у савезној држави Мексико у општини Тенансинго. Насеље се налази на надморској висини од 2340 м.

## Становништво
Према подацима из 2005. године у насељу је живело 19 становника.

### Хронологија
| Година       | 2005 |
| ------------ | ---- |
| Становништво | 19   |

### Попис
| # | Индикатор                        | Вредност |
| - | -------------------------------- | -------- |
| 1 | Укупно појединачних домаћинстава | 2        |